# Сибільов Дмитро Євгенович
Дмитро Євгенович Сибільов (біл. Дзмітрый Яўгенавіч Сібілёў, нар. 23 липня 2000, Берестя, Білорусь) — білоруський футболіст, півзахисник клубу «Рух» (Берестя), який виступає в оренді за «Динамо-Берестя».

## Клубна кар'єра
Вихованець берестейського «Динамо», в 2017 році почав виступати за дублюючий склад, де одразу ж закріпився у стартовому складі. 29 липня 2018 року дебютував за «Динамо» у матчі Кубку Білорусі проти «Клецька» (2:2, пенальті 2:1), коли вийшов у стартовому складі і був замінений у другому таймі. У серпні 2018 року перейшов до брестейського «Руху», де почав грати в основі, чергуючи виходи у стартовому складі та на заміну. За підсумками сезону 2019 року допоміг команді вийти у Вищу лігу.
У 2020 році почав виступати переважно за дубль «Руху», в основній команді зазвичай залишався на лаві запасних. 28 червня 2020 року дебютував у Вищій лізі в матчі проти «Білшини» (3:0). Сибільов вийшов на поле на 72-ій хвилині за рахунку 3:0 замість Єгора Богомольского. У липні 2020 року відправлений в оренду до «Крумкачів», де стабільно виходив на футбольне поле. 
У січні 2021 року повернувся з оренди до «Руху». Але вже незабаром почав тренуватися з брестейським «Динамо» і в лютому був орендований вище вказаним клубом.

## Кар'єра в збірній
26 березня 2019 року дебютував у молодіжній збірній Білорусі, вийшовши на заміну в кінцівці товариського матчу проти Литви (1:0).

## Досягнення
- Друга ліга Білорусі
  -  Чемпіон (1): 2018

## Статистика виступів
| Сезон    | Дивізіон | Клуб       | Країна   | Матчі | голи |
| -------- | -------- | ---------- | -------- | ----- | ---- |
| 2017     | дубль    | «Динамо»   | Білорусь | 27    | 0    |
| 2018 (1) | дубль    | «Динамо»   | Білорусь | 12    | 2    |
| 2018 (2) | Д3       | «Рух»      | Білорусь | 12    | 0    |
| 2019     | Д2       | «Рух»      | Білорусь | 20    | 1    |
| 2020 (1) | Д1       | «Рух»      | Білорусь | 1     | 0    |
| 2020 (2) | Д2       | «Крумкачи» | Білорусь | 12    | 2    |